# 曾統一
曾統一（？—？），字貫之，贵州黎平人，清朝政治人物，同進士出身。

## 生平
嘉慶二十五年（1820年）庚辰科進士，三甲九十八名，官福建古田縣知縣。